# Nazaré Pereira
Maria de Nazaré Pereira (Xapuri, 10 dicembre 1940) è una cantante, compositrice e danzatrice brasiliana.

## Biografia
Di padre italiano e madre indiana, ha inciso 17 dischi, 5 dei quali contenenti canzoni per bambini, mentre gli altri sono ispirati alle atmosfere dell'Amazzonia e del Nordeste. Conosciuta e apprezzata anche in Francia, Paese in cui soggiorna spesso avendovi una casa da molti anni, ha registrato nel 1981 un doppio album live all'Olympia di Parigi e insegnato per qualche tempo danza presso il Centre Américain de Paris; inoltre i testi di alcuni suoi dischi sono interamente in lingua francese
Il 3 luglio 1992 ha omaggiato il padre interpretando una poesia in italiano firmata dal musicista e cantautore italo-francese Vincent Tondo a Roma, presso il Galoppatoio di Villa Borghese, durante l'evento culturale "Effetto Colombo" (nel 500º anniversario della partenza del primo viaggio per mare di Cristoforo Colombo). La trasmissione "Le retour de l'italianité" sulla webradio Ground Control, Ground Flore Café#1 e il mensile Historia hanno diffuso questo storico incontro. L'artista brasiliana ha collaborato con Vincent Tondo anche nel terzo millennio.
Gestisce su internet un proprio blog.

## Discografia

### Album
- 2003 - Brasil capoeira
- 2000 - Brasil forró
- 1992 - Thaina-Kan. Ascot/Le Câteau
- 1990 - Compilation N° 2
- 1989 - Compilation N° 1
- 1988 - Para Belém, Rhithmos de L' Amazonie
- 1985 - Garota de Copacabana (Carnaval de Toulouse)
- 1984 - Nazaré, Ses Plus Belles Chansons
- 1982 - Écout Le Carnaval
- 1981 - Le train du Brésil
- 1981 - Double-live A L' Olympia
- 1981 - Caixa de sol
- 1980 - Natureza
- 1980 - Chante le Brésil
- 1980 - Beleza tropical
- 1979 - Nyon Folk Festival
- 1979 - Amazônia
- 1978 - Carolina/O povo tá lá
- 1978 - Nazaré

### Canzoni
- Bambo de bambu
- Boi do Amazonas
- Brasileira, tout simplesment
- Caixa de sol
- Carimbó do dó
- Cirandando (con Coaty de Oliveira)
- Cristina (con Coaty de Oliveira)
- Flecha de fogo (con Coaty de Oliveira)
- Folha ao vento (con Kzam Gama)
- Grito mudo (con Pedrinho Cavalléro)
- Samara linda (con Kzam Gama)
- Xapuri do Amazonas
- Yara (con J. A Kzam)

### Collaborazioni
- 1985 - Nuits Brésiliennes (con Christophe Laurent)
- 2013 - Nazaré Pereira Music (con il gruppo Vincent Dominique Tondo ë Fils)
- 2017 - McCartney, Nazaré siamo re (con Vincent Tondo, dal film Tu veux jouer - vuoi giocare con me ?)